# 马蒂·考尔德
马蒂·考尔德（英語：Marty Calder，1967年1月25日—），生于圣凯瑟琳斯，加拿大男子摔跤运动员。他曾代表加拿大参加1999年泛美运动会摔跤比赛，获得男子自由式羽量级铜牌。